# Kumahu
Kumahu ist ein osttimoresischer Ort in der Gemeinde Liquiçá. Er liegt im Aldeia Pissu Craic (Suco Lauhata, Verwaltungsamt Bazartete) auf 443 m Höhe. Der Ort ist eine lockere Ansammlung von Gebäuden auf einem Bergrücken, östlich des Tales des Hatunapa, eines Quellflusses des Carbutaeloas. Südlich befindet sich der Ort Camalehou, nach Norden führt die Straße nach Pissu Craic an der Nordküste.